# Bathyraja isotrachys
Espèce
Statut de conservation UICN

 LC  : Préoccupation mineure
Bathyraja isotrachys est une espèce de raie.
Cette raie vit dans le nord-ouest du Pacifique à une profondeur de 370 à 2 000 m. Sa faible vitesse de reproduction le rend très vulnérable.